# Copa Davis 1988
La Copa Davis de 1988 fue la 77.ª edición del torneo de tenis masculino más importante por naciones. Participaron dieciséis equipos en el Grupo Mundial y más de cincuenta en los diferentes grupos regionales.

## Movilidad entre grupos: 1987 a 1988
| Categoría       | Categoría   | Grupos | Grupos | Grupos | Grupos | Grupos | Grupos | Grupos | Grupos | Grupos | Grupos | Grupos | Grupos | Grupos | Grupos | Grupos | Grupos | Grupos | Grupos |
| --------------- | ----------- | --- | --- | --- | --- | --- | --- | --- | --- | --- | --- | --- | --- | --- | --- | --- | --- | --- | --- |
| 1.º             | 1.º         | Mundial · 16 equipos · \| · Alemania Fed. \| · Australia \| · Brasil \| · Checoslovaquia \| \| · Dinamarca \| · España \| · Francia \| · India \| \| · Israel \| · Italia \| · México \| · Nueva Zelanda \| \| · Paraguay \| · Suecia \| · Suiza \| · Yugoslavia \| \| --------------- \| ----------- \| --------- \| ---------------- \| | Mundial · 16 equipos · \| · Alemania Fed. \| · Australia \| · Brasil \| · Checoslovaquia \| \| · Dinamarca \| · España \| · Francia \| · India \| \| · Israel \| · Italia \| · México \| · Nueva Zelanda \| \| · Paraguay \| · Suecia \| · Suiza \| · Yugoslavia \| \| --------------- \| ----------- \| --------- \| ---------------- \| | Mundial · 16 equipos · \| · Alemania Fed. \| · Australia \| · Brasil \| · Checoslovaquia \| \| · Dinamarca \| · España \| · Francia \| · India \| \| · Israel \| · Italia \| · México \| · Nueva Zelanda \| \| · Paraguay \| · Suecia \| · Suiza \| · Yugoslavia \| \| --------------- \| ----------- \| --------- \| ---------------- \| | Mundial · 16 equipos · \| · Alemania Fed. \| · Australia \| · Brasil \| · Checoslovaquia \| \| · Dinamarca \| · España \| · Francia \| · India \| \| · Israel \| · Italia \| · México \| · Nueva Zelanda \| \| · Paraguay \| · Suecia \| · Suiza \| · Yugoslavia \| \| --------------- \| ----------- \| --------- \| ---------------- \| | Mundial · 16 equipos · \| · Alemania Fed. \| · Australia \| · Brasil \| · Checoslovaquia \| \| · Dinamarca \| · España \| · Francia \| · India \| \| · Israel \| · Italia \| · México \| · Nueva Zelanda \| \| · Paraguay \| · Suecia \| · Suiza \| · Yugoslavia \| \| --------------- \| ----------- \| --------- \| ---------------- \| | Mundial · 16 equipos · \| · Alemania Fed. \| · Australia \| · Brasil \| · Checoslovaquia \| \| · Dinamarca \| · España \| · Francia \| · India \| \| · Israel \| · Italia \| · México \| · Nueva Zelanda \| \| · Paraguay \| · Suecia \| · Suiza \| · Yugoslavia \| \| --------------- \| ----------- \| --------- \| ---------------- \| | Mundial · 16 equipos · \| · Alemania Fed. \| · Australia \| · Brasil \| · Checoslovaquia \| \| · Dinamarca \| · España \| · Francia \| · India \| \| · Israel \| · Italia \| · México \| · Nueva Zelanda \| \| · Paraguay \| · Suecia \| · Suiza \| · Yugoslavia \| \| --------------- \| ----------- \| --------- \| ---------------- \| | Mundial · 16 equipos · \| · Alemania Fed. \| · Australia \| · Brasil \| · Checoslovaquia \| \| · Dinamarca \| · España \| · Francia \| · India \| \| · Israel \| · Italia \| · México \| · Nueva Zelanda \| \| · Paraguay \| · Suecia \| · Suiza \| · Yugoslavia \| \| --------------- \| ----------- \| --------- \| ---------------- \| | Mundial · 16 equipos · \| · Alemania Fed. \| · Australia \| · Brasil \| · Checoslovaquia \| \| · Dinamarca \| · España \| · Francia \| · India \| \| · Israel \| · Italia \| · México \| · Nueva Zelanda \| \| · Paraguay \| · Suecia \| · Suiza \| · Yugoslavia \| \| --------------- \| ----------- \| --------- \| ---------------- \| | Mundial · 16 equipos · \| · Alemania Fed. \| · Australia \| · Brasil \| · Checoslovaquia \| \| · Dinamarca \| · España \| · Francia \| · India \| \| · Israel \| · Italia \| · México \| · Nueva Zelanda \| \| · Paraguay \| · Suecia \| · Suiza \| · Yugoslavia \| \| --------------- \| ----------- \| --------- \| ---------------- \| | Mundial · 16 equipos · \| · Alemania Fed. \| · Australia \| · Brasil \| · Checoslovaquia \| \| · Dinamarca \| · España \| · Francia \| · India \| \| · Israel \| · Italia \| · México \| · Nueva Zelanda \| \| · Paraguay \| · Suecia \| · Suiza \| · Yugoslavia \| \| --------------- \| ----------- \| --------- \| ---------------- \| | Mundial · 16 equipos · \| · Alemania Fed. \| · Australia \| · Brasil \| · Checoslovaquia \| \| · Dinamarca \| · España \| · Francia \| · India \| \| · Israel \| · Italia \| · México \| · Nueva Zelanda \| \| · Paraguay \| · Suecia \| · Suiza \| · Yugoslavia \| \| --------------- \| ----------- \| --------- \| ---------------- \| | Mundial · 16 equipos · \| · Alemania Fed. \| · Australia \| · Brasil \| · Checoslovaquia \| \| · Dinamarca \| · España \| · Francia \| · India \| \| · Israel \| · Italia \| · México \| · Nueva Zelanda \| \| · Paraguay \| · Suecia \| · Suiza \| · Yugoslavia \| \| --------------- \| ----------- \| --------- \| ---------------- \| | Mundial · 16 equipos · \| · Alemania Fed. \| · Australia \| · Brasil \| · Checoslovaquia \| \| · Dinamarca \| · España \| · Francia \| · India \| \| · Israel \| · Italia \| · México \| · Nueva Zelanda \| \| · Paraguay \| · Suecia \| · Suiza \| · Yugoslavia \| \| --------------- \| ----------- \| --------- \| ---------------- \| | Mundial · 16 equipos · \| · Alemania Fed. \| · Australia \| · Brasil \| · Checoslovaquia \| \| · Dinamarca \| · España \| · Francia \| · India \| \| · Israel \| · Italia \| · México \| · Nueva Zelanda \| \| · Paraguay \| · Suecia \| · Suiza \| · Yugoslavia \| \| --------------- \| ----------- \| --------- \| ---------------- \| | Mundial · 16 equipos · \| · Alemania Fed. \| · Australia \| · Brasil \| · Checoslovaquia \| \| · Dinamarca \| · España \| · Francia \| · India \| \| · Israel \| · Italia \| · México \| · Nueva Zelanda \| \| · Paraguay \| · Suecia \| · Suiza \| · Yugoslavia \| \| --------------- \| ----------- \| --------- \| ---------------- \| | Mundial · 16 equipos · \| · Alemania Fed. \| · Australia \| · Brasil \| · Checoslovaquia \| \| · Dinamarca \| · España \| · Francia \| · India \| \| · Israel \| · Italia \| · México \| · Nueva Zelanda \| \| · Paraguay \| · Suecia \| · Suiza \| · Yugoslavia \| \| --------------- \| ----------- \| --------- \| ---------------- \| | Mundial · 16 equipos · \| · Alemania Fed. \| · Australia \| · Brasil \| · Checoslovaquia \| \| · Dinamarca \| · España \| · Francia \| · India \| \| · Israel \| · Italia \| · México \| · Nueva Zelanda \| \| · Paraguay \| · Suecia \| · Suiza \| · Yugoslavia \| \| --------------- \| ----------- \| --------- \| ---------------- \| |
| 2.º             | 2.º         | Zona de Europa y África 1 · 12 equipos · Austria · Bélgica · Bulgaria · Finlandia · Gran Bretaña · Hungría · Nigeria · Países Bajos · Portugal · Rumania · Senegal · Unión Soviética · | Zona de Europa y África 1 · 12 equipos · Austria · Bélgica · Bulgaria · Finlandia · Gran Bretaña · Hungría · Nigeria · Países Bajos · Portugal · Rumania · Senegal · Unión Soviética · | Zona de Europa y África 1 · 12 equipos · Austria · Bélgica · Bulgaria · Finlandia · Gran Bretaña · Hungría · Nigeria · Países Bajos · Portugal · Rumania · Senegal · Unión Soviética · | Zona de Europa y África 1 · 12 equipos · Austria · Bélgica · Bulgaria · Finlandia · Gran Bretaña · Hungría · Nigeria · Países Bajos · Portugal · Rumania · Senegal · Unión Soviética · | Zona de Europa y África 1 · 12 equipos · Austria · Bélgica · Bulgaria · Finlandia · Gran Bretaña · Hungría · Nigeria · Países Bajos · Portugal · Rumania · Senegal · Unión Soviética · | Zona de Europa y África 1 · 12 equipos · Austria · Bélgica · Bulgaria · Finlandia · Gran Bretaña · Hungría · Nigeria · Países Bajos · Portugal · Rumania · Senegal · Unión Soviética · | Zona de Europa y África 1 · 12 equipos · Austria · Bélgica · Bulgaria · Finlandia · Gran Bretaña · Hungría · Nigeria · Países Bajos · Portugal · Rumania · Senegal · Unión Soviética · | Zona de Europa y África 1 · 12 equipos · Austria · Bélgica · Bulgaria · Finlandia · Gran Bretaña · Hungría · Nigeria · Países Bajos · Portugal · Rumania · Senegal · Unión Soviética · | Zona de Europa y África 1 · 12 equipos · Austria · Bélgica · Bulgaria · Finlandia · Gran Bretaña · Hungría · Nigeria · Países Bajos · Portugal · Rumania · Senegal · Unión Soviética · | Zona de Asia y Oceanía 1 · 6 equipos · China · Corea del Sur · Filipinas · Indonesia · Japón · Tailandia · | Zona de América 1 · 6 equipos · Argentina · Canadá · Chile · Ecuador · Estados Unidos · Perú · | | | | | | | |
| 3.º             | 3.º         | Zona de Europa 2 · 9 equipos · Chipre · Grecia · Irlanda · Luxemburgo · Malta · Mónaco · Noruega · Polonia · Turquía · | Zona de Europa 2 · 9 equipos · Chipre · Grecia · Irlanda · Luxemburgo · Malta · Mónaco · Noruega · Polonia · Turquía · | Zona de Europa 2 · 9 equipos · Chipre · Grecia · Irlanda · Luxemburgo · Malta · Mónaco · Noruega · Polonia · Turquía · | Zona de Europa 2 · 9 equipos · Chipre · Grecia · Irlanda · Luxemburgo · Malta · Mónaco · Noruega · Polonia · Turquía · | Zona de Europa 2 · 9 equipos · Chipre · Grecia · Irlanda · Luxemburgo · Malta · Mónaco · Noruega · Polonia · Turquía · | Zona de África 2 · 9 equipos · Argelia · (N) Camerún · Costa de Marfil · Egipto · (N) Ghana · Kenia · Marruecos · Túnez · Zimbabue · | Zona de África 2 · 9 equipos · Argelia · (N) Camerún · Costa de Marfil · Egipto · (N) Ghana · Kenia · Marruecos · Túnez · Zimbabue · | Zona de África 2 · 9 equipos · Argelia · (N) Camerún · Costa de Marfil · Egipto · (N) Ghana · Kenia · Marruecos · Túnez · Zimbabue · | Zona de África 2 · 9 equipos · Argelia · (N) Camerún · Costa de Marfil · Egipto · (N) Ghana · Kenia · Marruecos · Túnez · Zimbabue · | Zona de Asia y Oceanía 2 · 9 equipos · Bangladés · China Taipéi · Hong Kong · (N) Irak · Malasia · Pakistán · Singapur · Siria · Sri Lanka · | Zona de América 2 · 7 equipos · Bolivia · Colombia · Cuba · (N) Haití · (N) Jamaica · Uruguay · Venezuela · | | | | | | | |
| · Alemania Fed. | · Australia | · Brasil | · Checoslovaquia | | | | | | | | | | | | | | | | |
| · Dinamarca     | · España    | · Francia | · India | | | | | | | | | | | | | | | | |
| · Israel        | · Italia    | · México | · Nueva Zelanda | | | | | | | | | | | | | | | | |
| · Paraguay      | · Suecia    | · Suiza | · Yugoslavia | | | | | | | | | | | | | | | | |

## Grupo Mundial
|  | Octavos de final | Octavos de final |               |   | Cuartos de final | Cuartos de final |  |  | Semifinales | Semifinales |  |  | Final           | Final           |
|  | 5-7 febrero      | 5-7 febrero      |               |   | 8-10 abril       | 8-10 abril       |  |  | 22-24 julio | 22-24 julio |  |  | 16-18 diciembre | 16-18 diciembre |
|  |                  |                  |               |   |                  |                  |  |  |             |             |  |  |                 |                 |
|  |                  |                  |               |   |                  |                  |  |  |             |             |  |  |                 |                 |
|  |                  |                  |               |   |                  |                  |  |  |             |             |  |  |                 |                 |
|  | Suecia           | 5                |               |   |                  |                  |  |  |             |             |  |  |                 |                 |
|  | Suecia           | 5                |               |   |                  |                  |  |  |             |             |  |  |                 |                 |
|  | Nueva Zelanda    | 0                |               |   |                  |                  |  |  |             |             |  |  |                 |                 |
|  | Nueva Zelanda    | 0                | Suecia        | 3 |                  |                  |  |  |             |             |  |  |                 |                 |
|  |                  |                  |               | 3 |                  |                  |  |  |             |             |  |  |                 |                 |
|  |                  | Checoslovaquia   | 2             |   |                  |                  |  |  |             |             |  |  |                 |                 |
|  | Checoslovaquia   | Checoslovaquia   | 2             | 5 |                  |                  |  |  |             |             |  |  |                 |                 |
|  | Checoslovaquia   |                  |               | 5 |                  |                  |  |  |             |             |  |  |                 |                 |
|  | Paraguay         | 0                |               |   |                  |                  |  |  |             |             |  |  |                 |                 |
|  | Paraguay         | 0                | Suecia        | 4 |                  |                  |  |  |             |             |  |  |                 |                 |
|  |                  |                  |               | 4 |                  |                  |  |  |             |             |  |  |                 |                 |
|  |                  | Francia          | 1             |   |                  |                  |  |  |             |             |  |  |                 |                 |
|  | Australia        | Francia          | 1             | 3 |                  |                  |  |  |             |             |  |  |                 |                 |
|  | Australia        |                  |               | 3 |                  |                  |  |  |             |             |  |  |                 |                 |
|  | México           | 2                |               |   |                  |                  |  |  |             |             |  |  |                 |                 |
|  | México           | 2                | Australia     | 0 |                  |                  |  |  |             |             |  |  |                 |                 |
|  |                  |                  |               | 0 |                  |                  |  |  |             |             |  |  |                 |                 |
|  |                  | Francia          | 5             |   |                  |                  |  |  |             |             |  |  |                 |                 |
|  | Francia          | Francia          | 5             | 4 |                  |                  |  |  |             |             |  |  |                 |                 |
|  | Francia          |                  |               | 4 |                  |                  |  |  |             |             |  |  |                 |                 |
|  | Suiza            | 1                |               |   |                  |                  |  |  |             |             |  |  |                 |                 |
|  | Suiza            | 1                | Suecia        | 1 |                  |                  |  |  |             |             |  |  |                 |                 |
|  |                  |                  |               | 1 |                  |                  |  |  |             |             |  |  |                 |                 |
|  |                  | Alemania Fed.    | 4             |   |                  |                  |  |  |             |             |  |  |                 |                 |
|  | Brasil           | Alemania Fed.    | 4             | 0 |                  |                  |  |  |             |             |  |  |                 |                 |
|  | Brasil           |                  |               | 0 |                  |                  |  |  |             |             |  |  |                 |                 |
|  | Alemania Fed.    | 5                |               |   |                  |                  |  |  |             |             |  |  |                 |                 |
|  | Alemania Fed.    | 5                | Alemania Fed. | 5 |                  |                  |  |  |             |             |  |  |                 |                 |
|  |                  |                  |               | 5 |                  |                  |  |  |             |             |  |  |                 |                 |
|  |                  | Dinamarca        | 0             |   |                  |                  |  |  |             |             |  |  |                 |                 |
|  | Dinamarca        | Dinamarca        | 0             | 3 |                  |                  |  |  |             |             |  |  |                 |                 |
|  | Dinamarca        |                  |               | 3 |                  |                  |  |  |             |             |  |  |                 |                 |
|  | España           | 2                |               |   |                  |                  |  |  |             |             |  |  |                 |                 |
|  | España           | 2                | Alemania Fed. | 5 |                  |                  |  |  |             |             |  |  |                 |                 |
|  |                  |                  |               | 5 |                  |                  |  |  |             |             |  |  |                 |                 |
|  |                  | Yugoslavia       | 0             |   |                  |                  |  |  |             |             |  |  |                 |                 |
|  | Italia           | Yugoslavia       | 0             | 4 |                  |                  |  |  |             |             |  |  |                 |                 |
|  | Italia           |                  |               | 4 |                  |                  |  |  |             |             |  |  |                 |                 |
|  | Israel           | 1                |               |   |                  |                  |  |  |             |             |  |  |                 |                 |
|  | Israel           | 1                | Italia        | 1 |                  |                  |  |  |             |             |  |  |                 |                 |
|  |                  |                  |               | 1 |                  |                  |  |  |             |             |  |  |                 |                 |
|  |                  | Yugoslavia       | 4             |   |                  |                  |  |  |             |             |  |  |                 |                 |
|  | Yugoslavia       | Yugoslavia       | 4             | 3 |                  |                  |  |  |             |             |  |  |                 |                 |
|  | Yugoslavia       |                  |               | 3 |                  |                  |  |  |             |             |  |  |                 |                 |
|  | India            | 2                |               |   |                  |                  |  |  |             |             |  |  |                 |                 |
|  | India            | 2                |               |   |                  |                  |  |  |             |             |  |  |                 |                 |

- En cursiva equipos que juegan de local.

## Final
| Scandinavium, Gothenburg, Suecia 16 al 18 de diciembre de 1988 |  |                             |     |   |   |   |   |
| \| 1 \| \| Mats Wilander \| 10 \| 6 \| 2 \| 4 \| 6 \| \| 1 \| \| Carl-Uwe Steeb \| 8 \| 1 \| 6 \| 6 \| 8 \| \| 2 \| \| Stefan Edberg \| 3 \| 1 \| 4 \| \| \| \| 2 \| \| Boris Becker \| 6 \| 6 \| 6 \| \| \| \| 3 \| \| Stefan Edberg-Anders Järryd \| 6 \| 6 \| 5 \| 3 \| 2 \| \| 3 \| \| Boris Becker-Eric Jelen \| 2 \| 3 \| 7 \| 6 \| 6 \| \| 4 \| \| Stefan Edberg \| 6 \| 8 \| \| \| \| \| 4 \| \| Carl-Uwe Steeb \| 4 \| 6 \| \| \| \| \| 5 \| \| Kent Carlsson \| \| \| \| \| \| \| 5 \| \| Patrik Kühnen \| w/o \| \| \| \| \| |  |                             |     |   |   |   |   |
| 1 |  | Mats Wilander               | 10  | 6 | 2 | 4 | 6 |
| 1 |  | Carl-Uwe Steeb              | 8   | 1 | 6 | 6 | 8 |
| 2 |  | Stefan Edberg               | 3   | 1 | 4 |   |   |
| 2 |  | Boris Becker                | 6   | 6 | 6 |   |   |
| 3 |  | Stefan Edberg-Anders Järryd | 6   | 6 | 5 | 3 | 2 |
| 3 |  | Boris Becker-Eric Jelen     | 2   | 3 | 7 | 6 | 6 |
| 4 |  | Stefan Edberg               | 6   | 8 |   |   |   |
| 4 |  | Carl-Uwe Steeb              | 4   | 6 |   |   |   |
| 5 |  | Kent Carlsson               |     |   |   |   |   |
| 5 |  | Patrik Kühnen               | w/o |   |   |   |   |

## Repesca al Grupo Mundial de 1989
Los equipos perdedores de los octavos de final debían jugar entre sí para mantener la categoría.
| Sede de la confrontación | Superficie          | Equipo local | Marcador | Equipo visitante |
| ------------------------ | ------------------- | ------------ | -------- | ---------------- |
|                          |                     | Israel       | w/o      | India            |
| Murcia                   | Arcilla             | España       | 5–0      | Brasil           |
| San Galo                 | Moqueta, bajo techo | Suiza        | 2–3      | México           |
| Asunción                 | Dura                | Paraguay     | 4–1      | Nueva Zelanda    |

En lugar de los descendidos, fueron promovidos al Grupo Mundial los siguientes países:
- Del Grupo 1 de la Zona de Europa/África
  -  Austria
  -  Unión Soviética
- Del Grupo 1 de la Zona de Asia/Oceanía
  -  Indonesia
- Del Grupo 1 de la Zona de América
  -  Estados Unidos